# Verwaltungsgemeinschaft Steinfeld
Die Verwaltungsgemeinschaft Steinfeld liegt im Landkreis Bamberg und besteht von Norden nach Süden aus den folgenden drei Gemeinden:
1. Königsfeld, 1278 Einwohner, 42,84 km²
2. Stadelhofen, 1263 Einwohner, 41,10 km²
3. Wattendorf, 636 Einwohner, 22,24 km²

Sitz der Verwaltung ist der Ort Steinfeld in der Gemeinde Stadelhofen. Alle Teile zählen zur Metropolregion Nürnberg.

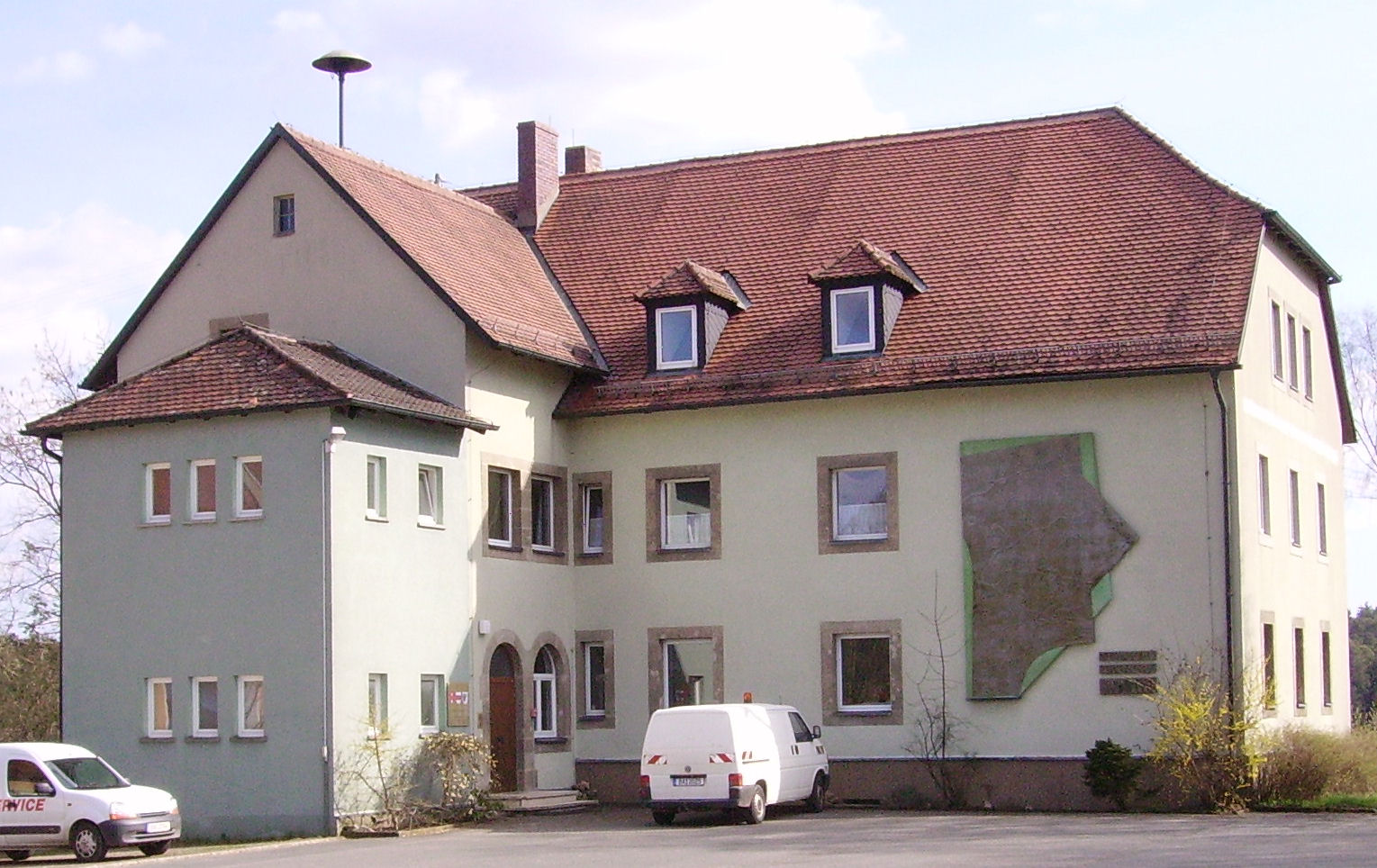
Verwaltungsgebäude in Steinfeld

Im Zuge der Gebietsreform wurden neben Stadelhofen und Steinfeld weitere acht Ortsteile zur Verwaltungsgemeinschaft Steinfeld zusammengeschlossen, der sich die Gemeinden Königsfeld und Wattendorf anschlossen. Mit etwa 30 Einwohnern pro km² ist die Verwaltungsgemeinschaft vergleichsweise dünn besiedelt.